# ABC-Abwehrbrigade 100
Die ABC-Abwehrbrigade 100 mit Sitz des Stabes in Bruchsal war im Heer der Zukunft (2002–2007) eine von sechs Kampfunterstützungs- bzw. Logistikbrigaden des Heerestruppenkommandos und führte einen Großteil der ABC-Abwehrkräfte des Heeres. Die Brigade wurde 2002 in Dienst gestellt und bereits Ende 2007 außer Dienst gestellt.

## Verbandsabzeichen
Das Verbandsabzeichen (Ärmelabzeichen) zeigte  zwei gekreuzte Schwerter auf schwarz, rot, blauem Grund im Wappenschild und glich bis auf die Umrandung dem Verbandsabzeichen des Heerestruppenkommandos. Die gekreuzten Schwerter standen für die Heerestruppenteile. Die Farbe schwarz symbolisierte die Pioniertruppe, rot die Artillerie-, Heeresflugabwehr- und die ABC-Abwehrtruppe. Blau stand für die Logistiktruppe. Damit waren die Waffenfarben der unterstellten Truppen im divisionsäquivalenten Heerestruppenkommando im Wappen abgebildet. Alle dem Heerestruppenkommando ehemals unterstellten Brigaden führten ein bis auf die Umrandung identisches Verbandsabzeichen, das meist in der jeweiligen Waffenfarbe umrandet war, hier für die ABC-Abwehr Rot.

## Gliederung

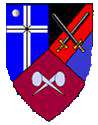
Internes Verbandsabzeichen Stab

Die Brigade gliederte sich vor Beginn der Auflösung (etwa Anfang 2005) wie folgt:
- Stab und Stabskompanie, Bruchsal
- leichte ABC-Abwehrkompanie 110, Prenzlau (Indienststellung 1. Juli 2005)
- leichte ABC-Abwehrkompanie 120, Sonthofen (Indienststellung 1. Oktober 2004)
- ABC-Abwehrbataillon 7, Höxter
- ABC-Abwehrbataillon 110, nicht aktiv, Emden
- ABC-Abwehrlehrbataillon 210, Sonthofen (seit 1. Juli 2003 der Brigade unterstellt)
- ABC-Abwehrbataillon 310, nicht aktiv Zweibrücken (seit 1. Januar 2003 der Brigade unterstellt)
- ABC-Abwehrbataillon 410, nicht aktiv
- ABC-Abwehrbataillon 610, Albersdorf
- ABC-Abwehrbataillon 750, Bruchsal (seit 1. Januar 2003 der Brigade unterstellt)
- ABC-Abwehrbataillon 705, Bad Düben
- ABC-Abwehrbataillon 805, Prenzlau

### Auflösung
Im Zuge der Umgliederung des Heerestruppenkommandos in ein Brigadeäquivalent, wurde die ABC-Abwehrbrigade 100 bis Dezember 2007 aufgelöst. Teile der Brigade verbleiben als leichte ABC-Abwehrkompanie 120 und als ABC-Abwehrbataillon 750 (Aufwuchs zum Regiment zum 1. Juli 2007 unter Heranziehung Stab- und Stabskompanie ABC-Abwehrbrigade 100 und Umbenennung in ABC-Abwehrregiment 750 „Baden“) beim neuen „Heerestruppenkommando“. Die leichte ABC-Abwehrkompanie 110 sowie das ABC-Abwehrbataillon 7 (Unterstellungsappell am 28. November 2005) wechselten zur 1. Panzerdivision. Aufgelöst wurden das ABC-Abwehrbataillon 110 (aufgelöst am 31. Mai 2007), das ABC-Abwehrlehrbataillon 210 (aufgelöst am 31. März 2005), das ABC-Abwehrbataillon 310, Zweibrücken (Auflösung März 1997), das ABC-Abwehrbataillon 410, das ABC-Abwehrbataillon 610, das ABC-Abwehrbataillon 705 und das ABC-Abwehrbataillon 805 (aufgelöst am 30. September 2007).